# Liste des seigneurs de Varennes (Somme)
Pour les articles homonymes, voir Liste des seigneurs de Varennes.
La seigneurie de Varennes remonte au XIIIe siècle. Elle s'est transmise dans la Maison de Varennes, avant de passer, à la suite du mariage, en 1387, de Jeanne de Raineval avec Baudoin d'Ailly, vidame d'Amiens, dans la Maison d'Ailly, qui la conserve jusqu'au milieu du XVIe siècle. Elle passe ensuite, toujours par mariage, à la Maison de Monchy, puis, après la mort de Jean IV de Monchy en 1638, à une première branche de la Maison de Mailly, après le mariage de Marguerite de Monchy avec René III de Mailly, marquis de Mailly, gouverneur de Corbie. Augustin-Joseph de Mailly (1708-1794), marquis d'Haucourt, et baron de Saint-Amand puis, à partir de janvier de 1744, comte de Mailly, Maréchal de France le 13 juin 1783, guillotiné le 25 mars 1794, est le dernier seigneur de Varennes.

## Maison de Varennes
- Flourens de Varennes (8/1248)
cité dans un accord avec l’abbaye de Corbie pour la possession de terres à Boussicourt, conflit qui dure encore en février 1339 - Premier amiral de France en 1270[1].

- Jean de Varennes,  maréchal de France en 1272

- Jean de Varennes (1282-1324 ?)
Marié avec Agnès dame de la Broye, fille de Dreux II d’Amiens, seigneur de L’Estoile

- Jean II de Varennes (1324 ?-1330/4)
Marié avec Jeanne de Picquigny

- Jean III de Varennes (1330/4-1379)

- Jean IV de Varennes

- Jeanne de Varennes, fille de Jean IV de Varennes, seigneur dudit lieu, Wignacourt, et la Broye, et d’Isabelle de Wallincourt
Mariée le 12 janvier 1379 avec Valeran de Raineval (mort à Azincourt en 1415), seigneur de Raineval, Fouilloy, Fluy, fils de Raoul II de Raineval et de Philippe de Luxembourg

## Maison d'Ailly
- Jeanne de Raineval, Dame de Fluy, Raineval, Thoiry, Louvrechy, Pierrepont, Sonthoirre, Agermont la Neuville sire Bernard, Sauviller, Esclainviller   
  Fille de Valeran de Raineval, comte de Fauquembergue et de Jeanne de Varennes, dame dudit lieu, Vignacourt, Flixecourt, la Broye
Mariée en 1387 avec Baudoin d'Ailly dit « Beaugeois », (né v. 1355 et mort le 19 novembre 1415) des suites de ses blessures reçues à la bataille d'Azincourt (25 octobre 1415).
 chevalier, baron de Picquigny, vidame d’Amiens, sieur de Quesnoy-sur-Araines, Fouilloy et autres lieux. Rôle très important lors des troubles du XVe siècle, prend parti pour la Bourgogne, fils de Robert III d’Ailly dit Wautier (+ 1384) et de Marguerite II de Picquigny

- Raoul d’Ailly, alias Ringois, chevalier, baron de Picquigny, vidame d’Amiens, sieur de Saint-Sauveur, Salouel, Fouilloy, Fluy, Senarpont, Varennes, etc. (décédé en 1468)
Marié le 30 novembre 1413 avec Jacqueline de Béthune
fille de Robert, vicomte de Meaux et de Jeanne, alias Isabelle de Guistelles

- Antoine d’Ailly, écuyer, sieur de Varennes et de Fouilloy, meurt à la Bataille de Montlhéry en juillet 1465
Marié avec Jeanne de Luxembourg, fille naturelle de Louis comte de Saint-Pol et de Louise de Gomégnie

- Antoine d’Ailly, écuyer, sieur de Varennes, Fouilloy, Thennes, Lesdaing (décédé le 10 décembre 1509)
Fait chevalier par Louis XI à Reims en 1461
Marié avec Charlotte de Bournonville, dont Jossine d’Ailly

- Antoine d’Ailly, écuyer, sieur de Varennes, Lesdaing, etc.
Marié avec Louise de Hallwin, fille de Louis de Hallwin et de Jeanne de Pisseleu

- Louis-Antoine d’Ailly, écuyer, sieur de Varennes, Tortencourt, Lesdaing, Francheville, Lieutenant de la Compagnie Villebon (1547)
Marié le 15 décembre 1545 avec Marie de Monteny

## Maison de Monchy
- Jossine d’Ailly, fille d’Antoine d’Ailly, seigneur de Varennes et de Charlotte de Bournonville
Mariée le 15 octobre 1516 avec Nicolas de Monchy, seigneur de Montcavrel (décédé le 8 février 1554-55)
fils de Jean III de Monchy (décédé en 1512 à Ravenne) et de Jeanne Picard

- François de Monchy, marié le 18 novembre 1535 avec Jeanne de Vaux, fille de Jean de Vaux seigneur d'Hocquincourt et de Marguerite de Framecourt

- Antoine de Monchy, marié le 7 mai 1570 avec Anne de Balsac, fille de Thomas de Balsac seigneur de Montagu. Leur fille Charlotte de Monchy, se maria avec Jacques de Rune, Chevalier, baron de Fouquesolle et de Beaucamp.

- Jean IV de Monchy, Seigneur de Montcavrel, de Rubempré, de Varennes, de Toutencourt (décédé en octobre 1638)
Marié en 1596 avec Marguerite de Bourbon, fille d'André de Bourbon seigneur de Rubempré

## Maison de Mailly1reBranche
- Marguerite de Monchy (8e enfant)
Mariée le 29 avril 1630 avec René III de Mailly, marquis de Mailly, gouverneur de Corbie (décédé le 5 décembre 1695 à 85 ans, inhumé à Saint-Sulpice)

- René-Jean IV de Mailly (mort le 30 mars 1662 à 31 ans, à Paris mission Saint-Lazarre au Faubourg Saint-Denis)
Marié 23 novembre 1660 Charlotte de Montebenne (décédée le 15 avril 1718 à Paris)

- René V de Mailly, marquis de Mailly et de Varennes (décédé le 26 mai 1698 à 37 ans, en son château de Mailly)
Marié le 7 février 1687 avec Anne-Marie-Louise de Mailly (cousine germaine)

- Victor-Alexandre de Mailly, marquis de Mailly, la seigneurie de Varennes entre dans le marquisat de Mailly en janvier 1729 (né le 10 décembre 1696 - décédé le 22 février 1754, en son hôtel, rue Notre-Dame-des-Champs, Saint-Sulpice)
La baronnie de Mailly est érigée en marquisat par lettre patente en août 1732.
Marié le 14 mars 1720 avec Victoire-Delphine de Bournonville, princesse de Bournonville (née le 23 décembre 1696 - décédée le 2 avril 1774)

- Louis de Mailly, marquis de Mailly (né le 1er avril 1723 - décédé le 7 octobre 1743 à Paris), marié le 20 mai 1743 avec Antoinette-Françoise Kadot de Sebbeville (née le 11 février 1725 - décédée le 28 mai 1752 à Chaillot)

## Maison de Mailly2eBranche
- Augustin-Joseph de Mailly, né le 5 avril 1708, marquis d' Haucourt [2] et baron de Saint-Amand puis à partir de janvier de 1744 comte de Mailly, guillotiné le 25 mars 1794. Maréchal de France le 13 juin 1783. Marié en troisièmes noces en 1780 à Blanche fille de François vicomte de Narbonne-Pelet, dont postérité[3].